# Dix-neuvième circonscription du Nord
La dix-neuvième circonscription du Nord est l'une des 21 circonscriptions législatives françaises que compte le département du Nord (59). Elle est représentée dans la XVIIe législature par Sébastien Chenu (RN).

## Description géographique et démographique

### De 1958 à 1986
À la suite de l'ordonnance n°58-945 du 13 octobre 1958 relative à l'élection des députés à l'assemblée nationale, la dix-neuvième circonscription du Nord était créée et regroupait les divisions administratives suivantes : canton de Saint-Amand-les-Eaux-Rive droite, canton de Saint-Amand-les-Eaux-Rive gauche et le canton de Valenciennes-Nord. La dix-neuvième circonscription actuelle correspond davantage à la vingtième circonscription de l'époque, qui comprenait :
- Canton de Bouchain
- Canton de Denain
- Canton de Valenciennes-Sud.

### De 1988 à 2010
Par la loi n°86-1197 du 24 novembre 1986 de découpage électoral, la circonscription regroupait les divisions administratives suivantes
, : 
- Canton de Bouchain
- Canton de Denain
- Canton de Valenciennes-Sud (moins la commune de Valenciennes).

### Depuis 2010
L'ordonnance n° 2009-935 du 29 juillet 2009, ratifiée par le Parlement français le 21 janvier 2010, n'a pas modifié la composition de cette circonscription.
D'après le recensement général de la population en 1999, réalisé par l'Institut national de la statistique et des études économiques (INSEE), la population de cette circonscription est estimée à 116 516 habitants,.

La dix-neuvième circonscription en 1958.
La vingtième circonscription en 1958.
La dix-neuvième circonscription en 2010.

### Pyramide des âges
| Hommes | Classe d’âge   | Femmes |
| ------ | -------------- | ------ |
| 6      | 65 ans et plus | 10     |
| 28     | 20 à 64 ans    | 29     |
| 14     | 0 à 19 ans     | 13     |

### Catégorie socio-professionnelle
Répartition de la population active par catégorie socio-professionnelle en 2013
| Agriculteurs | Artisans, commerçants, chefs d'entreprise | Cadres, professions intellectuelles | Professions intermédiaires | Employés | Ouvriers | Retraités | Autres |
| ------------ | ----------------------------------------- | ----------------------------------- | -------------------------- | -------- | -------- | --------- | ------ |
| 0,2 %        | 1,9 %                                     | 3,8 %                               | 11,3 %                     | 16,6 %   | 17,4 %   | 24,2 %    | 24,6 % |

## Historique des résultats
| Législature | Début de mandat | Fin de mandat  | Député                  | Parti politique | Observations |
| ----------- | --------------- | -------------- | ----------------------- | --------------- | --- |
| Ire         | 9 décembre 1958 | 9 octobre 1962 | Pierre Carous           | UNR             | Mandat écourté à la suite d'une dissolution parlementaire décidée par Charles de Gaulle.                                                                       |
| IIe         | 6 décembre 1962 | 2 avril 1967   | Arthur Musmeaux         | PCF             | |
| IIIe        | 3 avril 1967    | 30 mai 1968    | Arthur Musmeaux         | PCF             | Mandat écourté à la suite d'une dissolution parlementaire décidée par Charles de Gaulle.                                                                       |
| IVe         | 11 juillet 1968 | 1er avril 1973 | Arthur Musmeaux         | PCF             | |
| Ve          | 2 avril 1973    | 2 avril 1978   | Georges Donnez          | MDSF            | |
| VIe         | 3 avril 1978    | 22 mai 1981    | Alain Bocquet           | PCF             | Mandat écourté à la suite d'une dissolution parlementaire décidée par François Mitterrand.                                                                     |
| VIIe        | 2 juillet 1981  | 1er avril 1986 | Alain Bocquet           | PCF             | |
| VIIIe       | 2 avril 1986    | 14 mai 1988    | Alain Bocquet           | PCF             | Proportionnelle par département, pas de député par circonscription. Mandat écourté à la suite d'une dissolution parlementaire décidée par François Mitterrand. |
| IXe         | 23 juin 1988    | 1990           | Gustave Ansart          | PCF             | |
| IXe         | 1990            | 1er avril 1993 | René Carpentier         | PCF             | |
| Xe          | 2 avril 1993    | 21 avril 1997  | René Carpentier         | PCF             | Mandat écourté à la suite d'une dissolution parlementaire décidée par Jacques Chirac.                                                                          |
| XIe         | 12 juin 1997    | 18 juin 2002   | Patrick Leroy           | PCF             | |
| XIIe        | 19 juin 2002    | 19 juin 2007   | Patrick Roy             | PS              | |
| XIIIe       | 26 juin 2007    | 3 mai 2011     | Patrick Roy             | PS              | Décédé en fonction le 3 mai 2011 |
| XIIIe       | 4 mai 2011      | 19 juin 2012   | Marie-Claude Marchand   | PS              | Décédé en fonction le 3 mai 2011 |
| XIVe        | 20 juin 2012    | 20 juin 2017   | Anne-Lise Dufour-Tonini | PS              | |
| XVe         | 21 juin 2017    | 21 juin 2022   | Sébastien Chenu         | RN              | |
| XVIe        | 28 juin 2022    | 9 juin 2024    | Sébastien Chenu         | RN              | Mandat écourté à la suite d'une dissolution parlementaire décidée par Emmanuel Macron.                                                                         |
| XVIIe       | 8 juillet 2024  | En cours       | Sébastien Chenu         | RN              | |

## Historiques des élections

### Élections de 1958
| Candidat       | Candidat          | Parti          | Premier tour | Premier tour | Second tour | Second tour |  |
| Candidat       | Candidat          | Parti          | Voix         | %            | Voix        | %           |  |
| -------------- | ----------------- | -------------- | ------------ | ------------ | ----------- | ----------- |  |
|                | Pierre Carous élu | UNR            | 21 238       | 37,82        | 32 373      | 59,59       |  |
|                | Arthur Musmeaux   | PCF            | 19 127       | 34,06        | 21 952      | 40,41       |  |
|                | Georges Donnez    | SFIO           | 15 795       | 28,13        | Retrait     | Retrait     |  |
|                |                   |                |              |              |             |             |  |
| Inscrits       | Inscrits          | Inscrits       | 70 021       | 100,00       | 70 021      | 100,00      |  |
| Abstentions    | Abstentions       | Abstentions    | 12 931       | 18,47        | 13 859      | 19,79       |  |
| Votants        | Votants           | Votants        | 57 090       | 81,53        | 56 162      | 80,21       |  |
| Blancs et nuls | Blancs et nuls    | Blancs et nuls | 930          | 1,63         | 1 837       | 3,27        |  |
| Exprimés       | Exprimés          | Exprimés       | 56 160       | 98,37        | 54 325      | 96,73       |  |

Le suppléant de Pierre Carous était Pierre Decourrière, cultivateur à Millonfosse.

### Élections de 1962
| Candidat       | Candidat              | Parti          | Premier tour | Premier tour | Second tour | Second tour |  |
| Candidat       | Candidat              | Parti          | Voix         | %            | Voix        | %           |  |
| -------------- | --------------------- | -------------- | ------------ | ------------ | ----------- | ----------- |  |
|                | Arthur Musmeaux élu   | PCF            | 18 813       | 34,96        | 28 385      | 52,69       |  |
|                | Pierre Carous sortant | UNR-UDT        | 16 991       | 31,58        | 25 485      | 47,31       |  |
|                | Georges Donnez        | SFIO           | 14 785       | 27,48        | Retrait     | Retrait     |  |
|                | Pierre Jonas          | MRP            | 1 762        | 3,27         |             |             |  |
|                | Jean Davaine          | CNIP           | 905          | 1,68         |             |             |  |
|                | Marcel Draux          | Extrême droite | 555          | 1,03         |             |             |  |
|                |                       |                |              |              |             |             |  |
| Inscrits       | Inscrits              | Inscrits       | 69 888       | 100,00       | 69 886      | 100,00      |  |
| Abstentions    | Abstentions           | Abstentions    | 15 177       | 21,72        | 13 668      | 19,56       |  |
| Votants        | Votants               | Votants        | 54 711       | 78,28        | 56 218      | 80,44       |  |
| Blancs et nuls | Blancs et nuls        | Blancs et nuls | 900          | 1,65         | 2 348       | 4,18        |  |
| Exprimés       | Exprimés              | Exprimés       | 53 811       | 98,35        | 53 870      | 95,82       |  |

Le suppléant d'Arthur Musmeaux était Lucien Gostiaux, maire de Bruay-sur-l'Escaut.

### Élections de 1967
| Candidat       | Candidat                      | Parti          | Premier tour | Premier tour | Second tour | Second tour |  |
| Candidat       | Candidat                      | Parti          | Voix         | %            | Voix        | %           |  |
| -------------- | ----------------------------- | -------------- | ------------ | ------------ | ----------- | ----------- |  |
|                | Arthur Musmeaux sortant réélu | PCF            | 22 657       | 38,11        | 28 192      | 47,41       |  |
|                | Georges Donnez                | SFIO (FGDS)    | 19 448       | 32,71        | 16 595      | 27,91       |  |
|                | Pierre Chauchoy               | UD-Ve          | 17 353       | 29,19        | 14 675      | 24,68       |  |
|                |                               |                |              |              |             |             |  |
| Inscrits       | Inscrits                      | Inscrits       | 71 428       | 100,00       | 71 431      | 100,00      |  |
| Abstentions    | Abstentions                   | Abstentions    | 10 837       | 15,17        | 10 939      | 15,31       |  |
| Votants        | Votants                       | Votants        | 60 591       | 84,83        | 60 492      | 84,69       |  |
| Blancs et nuls | Blancs et nuls                | Blancs et nuls | 1 133        | 1,87         | 1 030       | 1,7         |  |
| Exprimés       | Exprimés                      | Exprimés       | 59 458       | 98,13        | 59 462      | 98,3        |  |

Le suppléant d'Arthur Musmeaux était Lucien Gostiaux.

### Élections de 1968
| Candidat       | Candidat                      | Parti          | Premier tour | Premier tour | Second tour | Second tour |  |
| Candidat       | Candidat                      | Parti          | Voix         | %            | Voix        | %           |  |
| -------------- | ----------------------------- | -------------- | ------------ | ------------ | ----------- | ----------- |  |
|                | Arthur Musmeaux sortant réélu | PCF            | 22 849       | 39,41        | 28 428      | 50,16       |  |
|                | Roland Dusart                 | UDR (URP)      | 21 256       | 36,66        | 28 251      | 49,84       |  |
|                | André Gilliard                | SFIO (FGDS)    | 8 448        | 14,57        | Retrait     | Retrait     |  |
|                | Michel Ronfard                | Modérés        | 3 795        | 6,55         |             |             |  |
|                | Jacques Vandenberghe          | PSU            | 1 627        | 2,81         |             |             |  |
|                |                               |                |              |              |             |             |  |
| Inscrits       | Inscrits                      | Inscrits       | 71 138       | 100,00       | 71 156      | 100,00      |  |
| Abstentions    | Abstentions                   | Abstentions    | 12 132       | 17,05        | 12 624      | 17,74       |  |
| Votants        | Votants                       | Votants        | 59 006       | 82,95        | 58 532      | 82,26       |  |
| Blancs et nuls | Blancs et nuls                | Blancs et nuls | 1 031        | 1,75         | 1 853       | 3,17        |  |
| Exprimés       | Exprimés                      | Exprimés       | 57 975       | 98,25        | 56 679      | 96,83       |  |

Le suppléant d'Arthur Musmeaux était Lucien Gostiaux.

### Élections de 1973
| Candidat       | Candidat               | Parti          | Premier tour | Premier tour | Second tour | Second tour |  |
| Candidat       | Candidat               | Parti          | Voix         | %            | Voix        | %           |  |
| -------------- | ---------------------- | -------------- | ------------ | ------------ | ----------- | ----------- |  |
|                | Lily Lefebvre-Musmeaux | PCF            | 22 412       | 36,26        | 29 193      | 47,04       |  |
|                | Georges Donnez élu     | MDSF (MR)      | 18 023       | 29,16        | 32 865      | 52,96       |  |
|                | Gilbert Leroy          | UDR (URP)      | 11 304       | 18,29        | Retrait     | Retrait     |  |
|                | Robert Coutant         | PS (UGSD)      | 7 115        | 11,51        |             |             |  |
|                | M. Minet               | Divers droite  | 1 670        | 2,7          |             |             |  |
|                | Gérard Grugier         | LO             | 1 287        | 2,08         |             |             |  |
|                |                        |                |              |              |             |             |  |
| Inscrits       | Inscrits               | Inscrits       | 74 424       | 100,00       | 74 431      | 100,00      |  |
| Abstentions    | Abstentions            | Abstentions    | 11 545       | 15,51        | 10 954      | 14,72       |  |
| Votants        | Votants                | Votants        | 62 879       | 84,49        | 63 477      | 85,28       |  |
| Blancs et nuls | Blancs et nuls         | Blancs et nuls | 1 068        | 1,7          | 1 419       | 2,24        |  |
| Exprimés       | Exprimés               | Exprimés       | 61 811       | 98,3         | 62 058      | 97,76       |  |

Le suppléant de Georges Donnez était Léon Fricher, de Valenciennes.

### Élections de 1978
| Candidat       | Candidat               | Parti             | Premier tour | Premier tour | Second tour | Second tour |  |
| Candidat       | Candidat               | Parti             | Voix         | %            | Voix        | %           |  |
| -------------- | ---------------------- | ----------------- | ------------ | ------------ | ----------- | ----------- |  |
|                | Alain Bocquet élu      | PCF               | 27 410       | 38,82        | 38 377      | 54,07       |  |
|                | Georges Donnez sortant | UDF (MDSF)        | 18 980       | 26,88        | 32 596      | 45,93       |  |
|                | Jean-Claude Borgogno   | PS                | 9 835        | 13,93        |             |             |  |
|                | Christian Grillet      | RPR               | 8 186        | 11,59        |             |             |  |
|                | Raymond de Potter      | Divers écologiste | 2 355        | 3,34         |             |             |  |
|                | Danielle Cattelin      | Divers droite     | 1 791        | 2,54         |             |             |  |
|                | Jean-Claude Malèvre    | LO                | 1 218        | 1,73         |             |             |  |
|                | Bernard Decaillon      | FRP               | 449          | 0,64         |             |             |  |
|                | J. de Facq             | FN                | 379          | 0,54         |             |             |  |
|                |                        |                   |              |              |             |             |  |
| Inscrits       | Inscrits               | Inscrits          | 83 455       | 100,00       | 83 447      | 100,00      |  |
| Abstentions    | Abstentions            | Abstentions       | 11 670       | 13,98        | 10 643      | 12,75       |  |
| Votants        | Votants                | Votants           | 71 785       | 86,02        | 72 804      | 87,25       |  |
| Blancs et nuls | Blancs et nuls         | Blancs et nuls    | 1 182        | 1,65         | 1 831       | 2,51        |  |
| Exprimés       | Exprimés               | Exprimés          | 70 603       | 98,35        | 70 973      | 97,49       |  |

La suppléante d'Alain Bocquet était Lily Lefebvre-Musmeaux, conseillère générale du canton de Saint-Amand-les-Eaux-Rive droite, maire de Raismes.

### Élections de 1981
| Candidat       | Candidat                    | Parti          | Premier tour | Premier tour | Second tour | Second tour |  |
| Candidat       | Candidat                    | Parti          | Voix         | %            | Voix        | %           |  |
| -------------- | --------------------------- | -------------- | ------------ | ------------ | ----------- | ----------- |  |
|                | Alain Bocquet sortant réélu | PCF            | 26 081       | 41,94        | 39 402      | 63,54       |  |
|                | André Parent                | PS             | 17 789       | 28,60        | Retrait     | Retrait     |  |
|                | Georges Pettenati           | UDF (MDSF)     | 11 640       | 18,72        | 22 609      | 36,46       |  |
|                | Patrick Maréchal            | CNIP (UNM)     | 6 015        | 9,67         |             |             |  |
|                | Pascal Cobert               | PSU            | 663          | 1,07         |             |             |  |
|                |                             |                |              |              |             |             |  |
| Inscrits       | Inscrits                    | Inscrits       | 85 684       | 100,00       | 85 685      | 100,00      |  |
| Abstentions    | Abstentions                 | Abstentions    | 22 391       | 26,13        | 21 283      | 24,84       |  |
| Votants        | Votants                     | Votants        | 63 293       | 73,87        | 64 402      | 75,16       |  |
| Blancs et nuls | Blancs et nuls              | Blancs et nuls | 1 105        | 1,75         | 2 391       | 3,71        |  |
| Exprimés       | Exprimés                    | Exprimés       | 62 188       | 98,25        | 62 011      | 96,29       |  |

La suppléante d'Alain Bocquet était Lily Lefebvre-Musmeaux.

### Élections de 1988
| Candidat       | Candidat                     | Parti           | Premier tour | Premier tour | Second tour | Second tour |  |
| Candidat       | Candidat                     | Parti           | Voix         | %            | Voix        | %           |  |
| -------------- | ---------------------------- | --------------- | ------------ | ------------ | ----------- | ----------- |  |
|                | Gustave Ansart sortant réélu | PCF             | 25 817       | 49,07        | 33 993      | 100,00      |  |
|                | Robert Parent                | PS              | 12 805       | 24,34        | Retrait     | Retrait     |  |
|                | Bernard Trioux               | UDF (Rad) (URC) | 8 783        | 16,69        |             |             |  |
|                | Alain Philippart             | FN              | 5 206        | 9,9          |             |             |  |
|                |                              |                 |              |              |             |             |  |
| Inscrits       | Inscrits                     | Inscrits        | 77 906       | 100,00       | 77 901      | 100,00      |  |
| Abstentions    | Abstentions                  | Abstentions     | 24 065       | 30,89        | 32 743      | 42,03       |  |
| Votants        | Votants                      | Votants         | 53 841       | 69,11        | 45 158      | 57,97       |  |
| Blancs et nuls | Blancs et nuls               | Blancs et nuls  | 1 230        | 2,28         | 11 165      | 24,72       |  |
| Exprimés       | Exprimés                     | Exprimés        | 52 611       | 97,72        | 33 993      | 75,28       |  |

Le suppléant de Gustave Ansart était René Carpentier, Vice-Président du Conseil général, conseiller général du canton de Valenciennes-Sud,  maire de Trith-Saint-Léger. René Carpentier remplaça Gustave Ansart, décédé, du 21 septembre 1990 au 1er avril 1993.

### Élections de 1993
| Candidat       | Candidat                      | Parti          | Premier tour | Premier tour | Second tour | Second tour |  |
| Candidat       | Candidat                      | Parti          | Voix         | %            | Voix        | %           |  |
| -------------- | ----------------------------- | -------------- | ------------ | ------------ | ----------- | ----------- |  |
|                | René Carpentier sortant réélu | PCF            | 18 388       | 35,36        | 30 090      | 61,05       |  |
|                | Bernard Godin                 | RPR (UPF)      | 10 457       | 20,11        | 19 199      | 38,95       |  |
|                | Roland Veaux                  | PS (ADFP)      | 8 276        | 15,91        |             |             |  |
|                | Serge Thomas                  | FN             | 7 982        | 15,35        |             |             |  |
|                | Régis Dufour-Lefort           | GÉ (EÉ)        | 3 840        | 7,38         |             |             |  |
|                | Corinne Béghin                | LT-LNÉ         | 3 062        | 5,89         |             |             |  |
|                |                               |                |              |              |             |             |  |
| Inscrits       | Inscrits                      | Inscrits       | 76 570       | 100,00       | 76 569      | 100,00      |  |
| Abstentions    | Abstentions                   | Abstentions    | 21 493       | 28,07        | 23 071      | 30,13       |  |
| Votants        | Votants                       | Votants        | 55 077       | 71,93        | 53 498      | 69,87       |  |
| Blancs et nuls | Blancs et nuls                | Blancs et nuls | 3 072        | 5,58         | 4 209       | 7,87        |  |
| Exprimés       | Exprimés                      | Exprimés       | 52 005       | 94,42        | 49 289      | 92,13       |  |

Le suppléant de René Carpentier était Patrick Leroy, conseiller régional.
René Carpentier est décédé le 9 mai 1997.

### Élections de 1997
| Candidat       | Candidat            | Parti             | Premier tour | Premier tour | Second tour | Second tour |  |
| Candidat       | Candidat            | Parti             | Voix         | %            | Voix        | %           |  |
| -------------- | ------------------- | ----------------- | ------------ | ------------ | ----------- | ----------- |  |
|                | Patrick Leroy élu   | PCF               | 17 340       | 33,22        | 31 575      | 100,00      |  |
|                | Michel François     | PS                | 11 607       | 22,23        | Retrait     | Retrait     |  |
|                | Serge Thomas        | FN                | 9 208        | 17,64        |             |             |  |
|                | Bernard Godin       | RPR               | 7 778        | 14,9         |             |             |  |
|                | Josianne Dubois     | LO                | 2 001        | 3,83         |             |             |  |
|                | Philippe Nenert     | MPF (LDI)         | 1 153        | 2,21         |             |             |  |
|                | Nathalie Dejaeghere | LT-LNÉ            | 912          | 1,75         |             |             |  |
|                | Michel Moreau       | Divers écologiste | 896          | 1,72         |             |             |  |
|                | Fabrizio Traballoni | GÉ                | 799          | 1,53         |             |             |  |
|                | Stephan Zarembski   | Divers gauche     | 508          | 0,97         |             |             |  |
|                |                     |                   |              |              |             |             |  |
| Inscrits       | Inscrits            | Inscrits          | 75 855       | 100,00       | 75 851      | 100,00      |  |
| Abstentions    | Abstentions         | Abstentions       | 20 988       | 27,67        | 31 876      | 42,02       |  |
| Votants        | Votants             | Votants           | 54 867       | 72,33        | 43 975      | 57,98       |  |
| Blancs et nuls | Blancs et nuls      | Blancs et nuls    | 2 665        | 4,86         | 12 400      | 28,2        |  |
| Exprimés       | Exprimés            | Exprimés          | 52 202       | 95,14        | 31 575      | 71,8        |  |

Le suppléant de Patrick Leroy était Albert Després, maire de Rœulx, conseiller général du canton de Bouchain, instituteur.

### Élections de 2002
| Candidat       | Candidat              | Parti             | Premier tour | Premier tour | Second tour | Second tour |  |
| Candidat       | Candidat              | Parti             | Voix         | %            | Voix        | %           |  |
| -------------- | --------------------- | ----------------- | ------------ | ------------ | ----------- | ----------- |  |
|                | Patrick Roy élu       | PS                | 11 649       | 25,85        | 20 973      | 100,00      |  |
|                | Patrick Leroy sortant | PCF               | 11 455       | 25,42        | Retrait     | Retrait     |  |
|                | Jean-Claude Kikos     | UMP               | 8 356        | 18,54        |             |             |  |
|                | Serge Thomas          | FN                | 7 691        | 17,07        |             |             |  |
|                | Daniel Boda           | CPNT              | 1 182        | 2,62         |             |             |  |
|                | Maryse Van Caneghem   | UDF               | 1 059        | 2,35         |             |             |  |
|                | Laure Chaudon         | LO                | 762          | 1,69         |             |             |  |
|                | Thérèse Le Goff       | Les Verts         | 642          | 1,42         |             |             |  |
|                | Daniel Grimonprez     | Divers écologiste | 601          | 1,33         |             |             |  |
|                | Marcelle Soulliaert   | LCR               | 388          | 0,86         |             |             |  |
|                | Franck Bailloeuil     | MNR               | 379          | 0,84         |             |             |  |
|                | Annie Sailly          | Pôle républicain  | 356          | 0,79         |             |             |  |
|                | Patrick Duchateau     | Divers            | 277          | 0,61         |             |             |  |
|                | Miguel Groffier       | Divers écologiste | 100          | 0,22         |             |             |  |
|                | Antoine Hardeman      | IR                | 88           | 0,2          |             |             |  |
|                | Jean-Louis Leduc      | Divers            | 80           | 0,18         |             |             |  |
|                |                       |                   |              |              |             |             |  |
| Inscrits       | Inscrits              | Inscrits          | 77 993       | 100,00       | 77 992      | 100,00      |  |
| Abstentions    | Abstentions           | Abstentions       | 31 886       | 40,88        | 49 067      | 62,91       |  |
| Votants        | Votants               | Votants           | 46 107       | 59,12        | 28 925      | 37,09       |  |
| Blancs et nuls | Blancs et nuls        | Blancs et nuls    | 1 042        | 2,26         | 7 952       | 27,49       |  |
| Exprimés       | Exprimés              | Exprimés          | 45 065       | 97,74        | 20 973      | 72,51       |  |

Le suppléant de Patrick Roy était Laurent Depagne, adjoint au maire, puis maire en 2005 d'Aulnoy-lez-Valenciennes, employé.

### Élections de 2007
| Candidat       | Candidat                  | Parti             | Premier tour | Premier tour | Second tour | Second tour |  |
| Candidat       | Candidat                  | Parti             | Voix         | %            | Voix        | %           |  |
| -------------- | ------------------------- | ----------------- | ------------ | ------------ | ----------- | ----------- |  |
|                | Patrick Roy sortant réélu | PS                | 14 648       | 32,82        | 22 870      | 100,00      |  |
|                | Patrick Leroy             | PCF               | 9 514        | 21,32        | Retrait     | Retrait     |  |
|                | Fathia Rahaoui            | UMP               | 6 344        | 14,21        |             |             |  |
|                | Jean-Claude Kikos         | Divers droite     | 5 313        | 11,9         |             |             |  |
|                | Serge Thomas              | FN                | 3 247        | 7,28         |             |             |  |
|                | Antonio Notarianni        | UDF–MoDem         | 1 236        | 2,77         |             |             |  |
|                | Benoit Berthe             | Les Verts         | 826          | 1,85         |             |             |  |
|                | Daniel Dubois             | CPNT              | 756          | 1,69         |             |             |  |
|                | Raymond Adams             | LCR               | 745          | 1,67         |             |             |  |
|                | Jacky Boucot              | LO                | 406          | 0,91         |             |             |  |
|                | Battistina Toia           | Divers écologiste | 399          | 0,89         |             |             |  |
|                | Pierre Fabre              | diss. PCF         | 330          | 0,74         |             |             |  |
|                | Bernard Decallonne        | MPF               | 302          | 0,68         |             |             |  |
|                | Claire Wacrenier          | MNR               | 212          | 0,48         |             |             |  |
|                | Nordine Bahri             | Divers            | 198          | 0,44         |             |             |  |
|                | Dominique Plouvier        | NC                | 125          | 0,28         |             |             |  |
|                | Grégoire Bouthillier      | Divers            | 30           | 0,07         |             |             |  |
|                |                           |                   |              |              |             |             |  |
| Inscrits       | Inscrits                  | Inscrits          | 80 245       | 100,00       | 80 242      | 100,00      |  |
| Abstentions    | Abstentions               | Abstentions       | 34 602       | 43,12        | 50 020      | 62,34       |  |
| Votants        | Votants                   | Votants           | 45 643       | 56,88        | 30 222      | 37,66       |  |
| Blancs et nuls | Blancs et nuls            | Blancs et nuls    | 1 012        | 2,22         | 7 352       | 24,33       |  |
| Exprimés       | Exprimés                  | Exprimés          | 44 631       | 97,78        | 22 870      | 75,67       |  |

Patrick Roy est décédé le 2 mai 2011. Il a été remplacé par sa suppléante Marie-Claude Marchand, cadre retraitée, conseillère régionale, adjointe au maire d'Aulnoy-lez-Valenciennes.

### Élections de 2012
| Candidat       | Candidat                       | Parti           | Premier tour | Premier tour | Second tour | Second tour |  |
| Candidat       | Candidat                       | Parti           | Voix         | %            | Voix        | %           |  |
| -------------- | ------------------------------ | --------------- | ------------ | ------------ | ----------- | ----------- |  |
|                | Anne-Lise Dufour-Tonini élue   | PS              | 13 756       | 32,84        | 19 873      | 100,00      |  |
|                | Michel Lefebvre                | PCF (FG)        | 10 137       | 24,20        | Retrait     | Retrait     |  |
|                | Catherine Rouvier              | SIEL (RBM) (FN) | 8 215        | 19,61        |             |             |  |
|                | Olivier Capron                 | UMP (RS)        | 6 185        | 14,76        |             |             |  |
|                | Marie-Claude Marchand sortante | diss. PS        | 1 067        | 2,55         |             |             |  |
|                | Serge Thomes                   | PDF             | 730          | 1,74         |             |             |  |
|                | Antonio Notarianni             | MoDem (CpF)     | 493          | 1,18         |             |             |  |
|                | Djemaï Drici                   | Divers          | 387          | 0,92         |             |             |  |
|                | Manuel Herbomel                | AÉI             | 361          | 0,86         |             |             |  |
|                | Jacky Boucot                   | LO              | 334          | 0,80         |             |             |  |
|                | Raymond Adams                  | NPA             | 225          | 0,54         |             |             |  |
|                |                                |                 |              |              |             |             |  |
| Inscrits       | Inscrits                       | Inscrits        | 79 055       | 100,00       | 79 055      | 100,00      |  |
| Abstentions    | Abstentions                    | Abstentions     | 36 398       | 46,04        | 52 329      | 66,19       |  |
| Votants        | Votants                        | Votants         | 42 657       | 53,96        | 26 726      | 33,81       |  |
| Blancs et nuls | Blancs et nuls                 | Blancs et nuls  | 767          | 1,8          | 6 853       | 25,64       |  |
| Exprimés       | Exprimés                       | Exprimés        | 41 890       | 98,2         | 19 873      | 74,36       |  |

### Élections de 2017
|                                                                          |                                                                        |                           |                           |                          |                          |
|                                                                          |                                                                        | Premier tour 11 juin 2017 | Premier tour 11 juin 2017 | Second tour 18 juin 2017 | Second tour 18 juin 2017 |
|                                                                          |                                                                        |                           |                           |                          |                          |
|                                                                          |                                                                        | Nombre                    | % des inscrits            | Nombre                   | % des inscrits           |
| Inscrits                                                                 | Inscrits                                                               | 79 101                    | 100,00                    | 79 087                   | 100,00                   |
| Abstentions                                                              | Abstentions                                                            | 42 631                    | 53,89                     | 47 011                   | 59,44                    |
| Votants                                                                  | Votants                                                                | 36 470                    | 46,11                     | 32 076                   | 40,56                    |
|                                                                          |                                                                        |                           | % des votants             |                          | % des votants            |
| Bulletins blancs                                                         | Bulletins blancs                                                       | 607                       | 1,66                      | 2 176                    | 6,78                     |
| Bulletins nuls                                                           | Bulletins nuls                                                         | 219                       | 0,60                      | 967                      | 3,01                     |
| Suffrages exprimés                                                       | Suffrages exprimés                                                     | 35 644                    | 97,74                     | 28 933                   | 90,20                    |
|                                                                          |                                                                        |                           |                           |                          |                          |
| Candidat Étiquette politique (partis et alliances)                       | Candidat Étiquette politique (partis et alliances)                     | Voix                      | % des exprimés            | Voix                     | % des exprimés           |
|                                                                          |                                                                        |                           |                           |                          |                          |
|                                                                          | Sébastien Chenu Front national                                         | 11 839                    | 33,21                     | 16 013                   | 55,35                    |
|                                                                          | Sabine Hebbar Mouvement démocrate (La République en marche !)          | 6 443                     | 18,08                     | 12 920                   | 44,65                    |
|                                                                          | Anne-Lise Dufour-Tonini (députée sortante) Parti socialiste            | 5 019                     | 14,08                     |                          |                          |
|                                                                          | Julien Poix La France insoumise                                        | 4 573                     | 12,83                     |                          |                          |
|                                                                          | Pascal Jean Parti communiste français (Front de gauche)                | 3 480                     | 9,76                      |                          |                          |
|                                                                          | Olivier Capron Les Républicains (Union des démocrates et indépendants) | 2 472                     | 6,94                      |                          |                          |
|                                                                          | Xavier Blottiere Écologiste                                            | 639                       | 1,79                      |                          |                          |
|                                                                          | Marlène Wrobel Lutte ouvrière                                          | 439                       | 1,23                      |                          |                          |
|                                                                          | Serge Thomès Extrême droite (Parti de la France)                       | 336                       | 0,94                      |                          |                          |
|                                                                          | Sébastien Dufour Divers (Union populaire républicaine)                 | 243                       | 0,68                      |                          |                          |
|                                                                          | Saïda Bamoune Divers gauche (Mouvement des progressistes)              | 161                       | 0,45                      |                          |                          |
| Source : Ministère de l'Intérieur - Dix-neuvième circonscription du Nord |                                                                        |                           |                           |                          |                          |

### Élections de 2022
À l'issue du premier tour des élections législatives françaises de 2022 du 12 juin, les deux candidats arrivés en tête des suffrages sont Sébastien Chenu pour le Rassemblement national et Patrick Soloch pour la Nouvelle Union populaire écologique et sociale, avec respectivement 44,36 % et 25,63 % des suffrages exprimés. Seuls ces deux candidats sont qualifiés au second tour des élections législatives qui aura lieu le 19 juin 2022.
|                                                    |                                                                                           |                           |                           |                          |                          |
|                                                    |                                                                                           | Premier tour 12 juin 2022 | Premier tour 12 juin 2022 | Second tour 19 juin 2022 | Second tour 19 juin 2022 |
|                                                    |                                                                                           |                           |                           |                          |                          |
|                                                    |                                                                                           | Nombre                    | % des inscrits            | Nombre                   | % des inscrits           |
| Inscrits                                           | Inscrits                                                                                  | 80 357                    | 100                       | 80 364                   | 100                      |
| Abstentions                                        | Abstentions                                                                               | 46 376                    | 57,71                     | 47 341                   | 58.91                    |
| Votants                                            | Votants                                                                                   | 33 981                    | 42,29                     | 33 023                   | 41.09                    |
|                                                    |                                                                                           |                           | % des votants             |                          | % des votants            |
| Bulletins blancs                                   | Bulletins blancs                                                                          | 488                       | 1,44                      | 1796                     | 5.44                     |
| Bulletins nuls                                     | Bulletins nuls                                                                            | 217                       | 0,64                      | 691                      | 2.09                     |
| Suffrages exprimés                                 | Suffrages exprimés                                                                        | 33 276                    | 41,41                     | 30 536                   | 92.47                    |
|                                                    |                                                                                           |                           |                           |                          |                          |
| Candidat Étiquette politique (partis et alliances) | Candidat Étiquette politique (partis et alliances)                                        | Voix                      | % des exprimés            | Voix                     | % des exprimés           |
|                                                    |                                                                                           |                           |                           |                          |                          |
|                                                    | Sébastien Chenu* Rassemblement national                                                   | 14 758                    | 44,35                     | 17 451                   | 57,15                    |
|                                                    | Patrick Soloch Nouvelle Union populaire écologique et sociale (Parti communiste français) | 8 532                     | 25,64                     | 13 085                   | 42,85                    |
|                                                    | Emmanuel Cherrier Ensemble                                                                | 5 839                     | 17,55                     |                          |                          |
|                                                    | Bruno Raczkiewicz Union des démocrates et indépendants                                    | 1 106                     | 3,32                      |                          |                          |
|                                                    | Vincent Duquenne Parti animaliste                                                         | 971                       | 2,92                      |                          |                          |
|                                                    | Christine Troia Reconquête                                                                | 813                       | 2,44                      |                          |                          |
|                                                    | Cécile Bourlet Lutte ouvrière                                                             | 672                       | 2,02                      |                          |                          |
|                                                    | Djemi Drici Divers centre                                                                 | 585                       | 1,76                      |                          |                          |
| * Député sortant                                   |                                                                                           |                           |                           |                          |                          |

### Élections de 2024
| Candidat                 | Candidat                 | Parti et coalition       | Nuance                   | Premier tour | Premier tour |
| Candidat                 | Candidat                 | Parti et coalition       | Nuance                   | Voix         | %            |
| ------------------------ | ------------------------ | ------------------------ | ------------------------ | ------------ | ------------ |
|                          | Sébastien Chenu          | RN                       | RN                       | 27 592       | 58,32        |
|                          | Cédric Brun              | LFI (NFP)                | UG                       | 10 337       | 21,85        |
|                          | Franck Watelet           | RE (ENS)                 | ENS                      | 7 136        | 15,08        |
|                          | Djemi Drici              | SE                       | DIV                      | 1 150        | 2,43         |
|                          | Cécile Bourlet           | LO                       | EXG                      | 1 098        | 2,32         |
|                          |                          |                          |                          |              |              |
| Suffrages exprimés       | Suffrages exprimés       | Suffrages exprimés       | Suffrages exprimés       | 47 313       | 97,05        |
| Votes blancs             | Votes blancs             | Votes blancs             | Votes blancs             | 989          | 2,03         |
| Votes nuls               | Votes nuls               | Votes nuls               | Votes nuls               | 449          | 0,92         |
| Total                    | Total                    | Total                    | Total                    | 48 751       | 100          |
| Abstention               | Abstention               | Abstention               | Abstention               | 32 139       | 39,73        |
| Inscrits / participation | Inscrits / participation | Inscrits / participation | Inscrits / participation | 80 890       | 60,27        |